# Crocidura obscurior
Crocidura obscurior là một loài động vật có vú trong họ Chuột chù, bộ Soricomorpha. Loài này được Heim de Balsac mô tả năm 1958.